# Liste der Langlaufloipen in Bulgarien
Die folgende Liste enthält die Langlaufloipen in Bulgarien.
| Langlaufgebiet | Gebirge  | Kilometer |
| -------------- | -------- | --------- |
| Bansko         | Pirin    | 12        |
| Borowez        | Rila     | 35        |
| Pamporowo      | Rhodopen | 25        |
| Aleko          | Witoscha | 15        |